# 29552 Chern
29552 Chern este un asteroid din centura principală de asteroizi.

## Descriere
29552 Chern este un asteroid din centura principală de asteroizi. A fost descoperit pe 15 februarie 1998 la Xinglong în cadrul programului Beijing Schmidt CCD Asteroid Program. Asteroidul prezintă o orbită caracterizată de o semiaxă mare de 2,88 ua, o excentricitate de 0,08 și o înclinație de 6,8° în raport cu ecliptica.